# New Wave of British Heavy Metal
La New Wave of British Heavy Metal (sovint abreviat com a NWOBHM, en català Nova Onada de Heavy Metal Britànic) és un moviment del heavy metal que va començar a finals de la dècada de 1970, al Regne Unit, i que va proporcionar un gran ressò internacional a principis de la dècada de 1980. Aquesta etapa intentava declinar els primers grups de heavy metal com Deep Purple, Led Zeppelin i Black Sabbath. Els grups de la NWOBHM moderen les influències del blues dels anteriors grups, incorporant elements de punk, augmentant el tempo, i adoptant un so més "dur", aconseguint un estil més fort amb aquesta música. És una etapa exclusivament acceptada per la majoria de fans de heavy metal. Es considera que llavors és quan es funden els gèneres del metal extrem amb grups com Metallica i amb grups de la NWOBHM com Saxon, Diamond Head, Motörhead i Iron Maiden com a major influència en l'estil de música.
De totes maneres va estar ignorat per molts crítics del Regne Unit i els EUA, no obstant això la NWOBHM va dominar l'escena de hard rock de principis-mitjans de la dècada de 1980. La NWOBHM va ser musicalment caracteritzat per les seves cançons ràpides, acords enèrgics, solos de guitarra ràpids i melòdics, augmentant les notes vocals, amb temes lírics sovint descrits i inspirats per la mitologia, la ficció fantàstica i l'ocultisme.
La majoria de grups d'aquesta etapa van publicar els seus discos amb Neat Records, que va publicar també diverses edicions respiratòries de la NWOBHM en els anys següents.

## Història

### Artistes

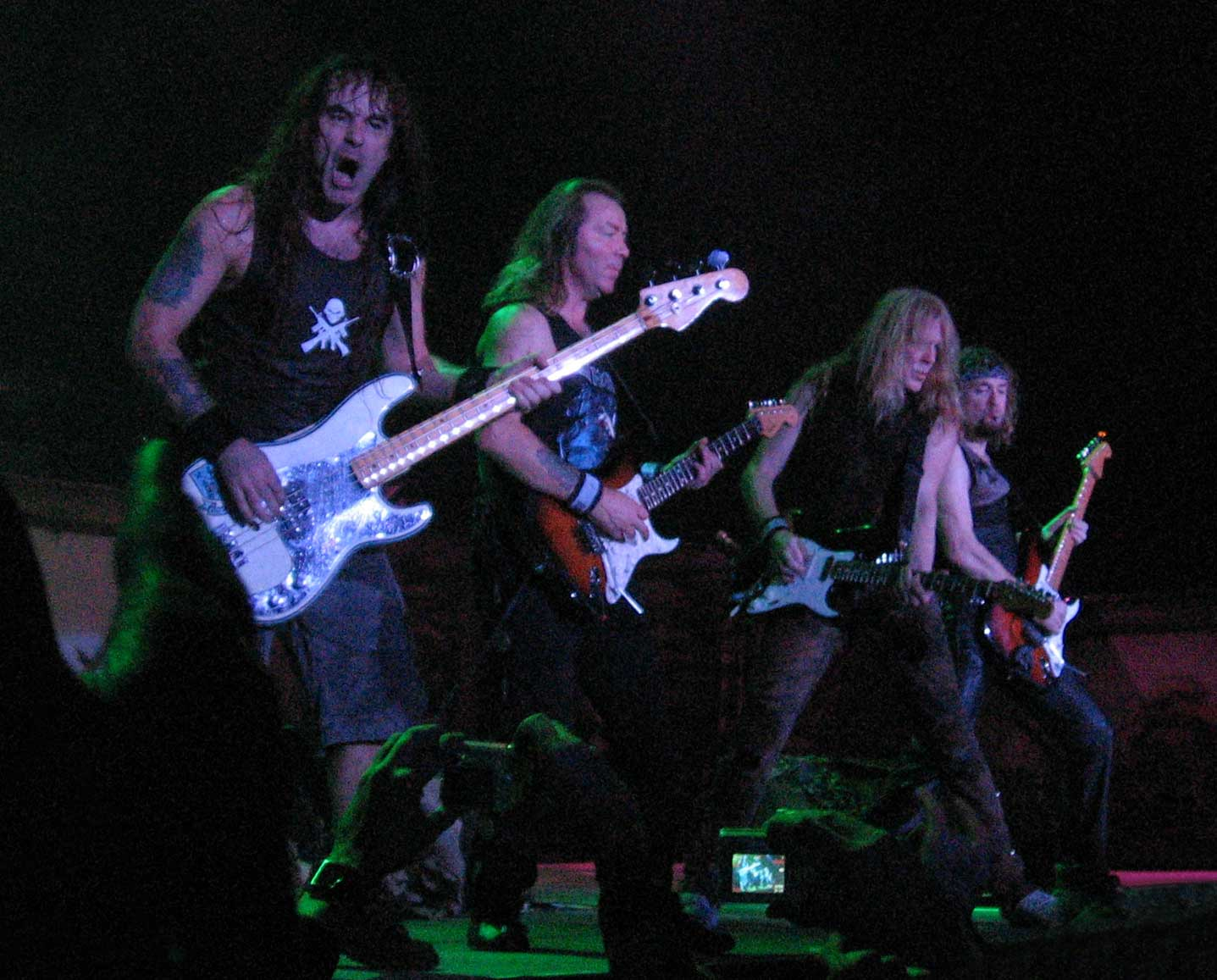
Iron Maiden

El moviment s'associa amb grups com: Iron Maiden, Saxon, Motörhead, Def Leppard, Angel Witch, Tygers of Pan Tang, Blitzkrieg, Avenger, Sweet Savage, Girlschool, Jaguar, Demon, Diamond Head, Samson i Tank, entre d'altres. La imatge dels grups com Saxon (cabell llarg, jaquetes de roba texana, cuir i cadenes) van ser després sinònims de l'estil del heavy en tota la dècada de 1980. Alguns grups, encara que concebuts en aquesta etapa, van veure el seu èxit en una escala més underground, com va ser el cas de Venom i Quartz.
Veient la llarga i comprensible llista de grups, els materials que es publicaven es feien de manera constant. Mentre que una persona que escoltava música de metal d'aquell temps havia de saber quins grups li eren millors atès que hi havia poca informació sobre la gran majoria. Comprar el material d'un grup que no era gaire famós resultava ser part d'objectes de col·lecció. Hi havia material de música anomenats demos que estaven a un baix preu però la poca cobertura que feien els mitjans de comunicació en aquella etapa, es convertia el material cada vegada més col·leccionable però no menys important.

### Declivi
La New Wave of British Heavy Metal va tenir la mateixa sort que molts altres moviments musicals. Primer, la majoria dels líders van seguir amb els seus èxits inicials. Segon, molts altres grups van sortir d'aquesta etapa acostant-se al hard rock, en particular, Def Leppard en el mercat americà amb un so més redefinit malgrat tenir un èxit més gran. A mitjans de la dècada de 1980, els joves fans del rock buscaven les seves pròpies identitats buscant el seu nou so de metal que va sorgir a Los Angeles amb grups com Van Halen, Mötley Crüe i més tard Guns N' Roses. Les empreses de gravació també van promocionar els artistes de Los Angeles abans que els grups de la NWOBHM. A més a més, el thrash metal, un altre gènere dins l'escena del metal, va emergir al mateix temps i van atraure més fans del rock a aquesta música, ja que era més ràpida i "heavy" que els de la NWOBHM i sovint tenien lletres amb sentit polític (de totes maneres el trash ha estat influenciat pel NWOBHM).
Això no obstant, alguns grups famosos dins del moviment, van veure venir un cert èxit. Iron Maiden i Motörhead van estar amb un estil més tradicional, tot i així van guanyar un gran seguiment i una bona base de fans, encara que abans hi havia grups amb un so semblant i van fracassar. Iron Maiden, des de llavors, va esdevenir un èxit comercial molt important i influencial juntament amb els altres grups famosos de heavy metal de tots els temps, fent-los respectables i reconsiderats durant aquest període. Def Leppard, malgrat que havien deixat enrere el seu estil, el so més "heavy", van tenir més èxit i més quan van tocar per la MTV amb els seus vídeo clips musicals, i així comercialitzar els seus discos amb el seu so de hard rock.

### La influència posterior
Grups com Motörhead, Iron Maiden, Venom i Saxon, com també altres grups no tan coneguts, van formar part del cànon d'influència per a grups americans que es van formar a principis dels ‘80, com Megadeth, Slayer i Metallica. Els primers materials de Metallica tenien un so semblant a alguns grups de la NWOBHM, (en particular, Diamond Head, Motörhead i Blitzkrieg, ja que les cançons eren versions per Metallica.) 
El 1990, en Lars Ulrich de Metallica va compilar un doble CD, anomenat NWOBHM '79 Revisited, amb un so obscur com Hollow Ground com els 'Supergrups' de l'etapa.

### Ressorgiment
L'aparent èxit i popularitat d'Internet a final de la dècada 1990 i principis de la dècada de 2000 va ajudar els fans de la New Wave of British Heavy Metal a comunicar-se, però d'altra banda alguns grups de la New Wave of British Heavy Metal no ho van notar. Encoratjats per l'èxit dels grups de tribut i els fets de nostàlgia, alguns grups de la NWOBHM van realitzar extenses gires amb molt èxit i que va donar com a resultat la revista Classic Rock, una nova publicació feta per escriptors de la NWOBHM dels ‘80 incloent-hi en Geoff Barton.

## Suport dels mitjans
L'escena de la New Wave of British Heavy Metal va coexistir a tot el món amb la cultura pop i la rock. Revistes com The NME (en un principi especialitzada en punk / new wave), The Face (en un principi especialitzada en new romantic / synth pop) i Melody Maker (en un principi especialitzada en rock) no van donar gaire cobertura als fets de la NWOBHM. Quedava per això la Sounds que informava sobre la NWOBHM. El jove escriptor Geoff "Deaf" Barton va començar a escriure notícies i informació sobre propers grups de metal i la Sounds publicava setmanalment una llista d'èxits de Heavy Metal fet amb peticions de "The Soundhouse", una casa del so de heavy metal a North West de Londres i la casa espiritual del moviment.
Com que el moviment va continuar creixent, Barton va crear Kerrang!, la primera revista exclusivament dedicada al heavy metal.
Tommy Vance va ser un dels pocs DJs en tocar per la NWOBHM en el seu Friday Rock Show a la BBC Radio 1.

## Llista d'artistes de la NWOBHM
Aquesta llista de grups van signar discos que van emergir en l'èxit de la NWOBHM:
| - A II Z - Angel Witch - Atomkraft - Avenger - Battleaxe - Battlezone - Blind Fury - Blitzkrieg - Chateaux - Chariot - Cloven Hoof - Dark Star - Def Leppard - Demon - Diamond Head - Dumpy's Rusty Nuts - Elixir - Ethel the Frog - Fist - Gaskin - Gillan - Girlschool - Grim Reaper | - Hammer - Hollow Ground - Holocaust - Iron Maiden - Jaguar - Jameson Raid - Legend - Marseille - More - Motörhead - Pagan Altar - Persian Risk - Praying Mantis - Quartz - Raven - Rock Goddess - Samson | - Satan - Savage - Saxon - Starfighters - Sweet Savage - Tank - Tokyo Blade - Tygers of Pan Tang - Urchin - Vardis - Venom - White Spirit - Witchfinder General - Witchfynde - Wrathchild |

## La Soundhouse
La Soundhouse va ser la primera discoteca de rock-heavy de Londres basat en el The Bandwagon, una disco/club adjuntat a la casa pública del Príncep de Gal·les a Kingsbury, North West London. La popularitat de la Soundhouse va començar realment amb l'arribada el 1975 de Neal Kay, un DJ de rock amb un talent per teatralitat i publicitat que va transformar el local en el centre del nou moviment. A part de les nits de disco amb rock, en Neal hauria promocionat alguns esdeveniments en directe de grups de la NWOBHM com Samson, Angel Witch, Praying Mantis, Saxon i Iron Maiden, que va titular el seu primer EP amb el nom de "The Soundhouse Tapes" en honor del local.
La Soundhouse va guanyar també el suport dels grups de rock ja establerts juntament amb Motörhead, Sammy Hagar, April Wine, Rainbow i Judas Priest, tots aconseguint omplir el local i gaudint cada nit de metal i cervesa; alguns feien competicions de "sacseig del cap" i "guitarra aèria". Un d'aquests va ser Robin Yeatman, un fotògraf local i fanàtic del heavy rock, i que va obtenir el malnom de Rob Loonhouse. En Rob li agradava una guitarra que va agafar del club i va pretendre tocar les seves cançons preferides. Va córrer la veu, i a causa d'això van néixer diversos grups com: Willy Flasher & The Raincoats sent el més famós. En una edició del xou de TV de cultura pop, 20th century Box, incloïa informació sobre la Soundhouse i entrevistes amb en Loonhouse, en que, es veia que el seu humor s'havia perdut.
Mentre que creixia la franquícia de The Soundhouse rere el Kingsbury va ajudar que es conegués la NWOBHM també com la "Heavy Metal Crusade", ja que grups com Saxon i Iron Maiden tocaven en altres locals i clubs de Londres, com per exemple, el Camden's Music Machine.
El 1980, un desacord amb la cerveseria va fer que "The Soundhouse" es mogués a "The Headstone" a North Harrow i conseqüentment, "The Queen's Arms" a Harrow i Wealdstone, "The Royal Standard" a Walthamstow i "The Clay Pigeon" a Eastcote que va tenir l'última nit de la Soundhouse el 1992. En el nou mil·lenni, això no obstant, es veia possible reunir-se la Soundhouse a la casa pública de "The Rayners" a Rayners Lane, a prop de Harrow, fins al tancament el 2006 malgrat que els organitzadors estan buscant lloc alternatiu.